# Марувуай
Марувуай (фр. Marovoay) — город на Мадагаскаре.

## География
Расположен на северо-западе центральной части острова. Административный центр округа Марувуай в регионе Боэни.

## Население
Население по данным на начало 2012 года составляет 35 844 человека; население по данным переписи 1993 года насчитывало 20 910 человек.

## Экономика
Имеется речной порт и больница. Около 60 % населения заняты в сельском хозяйстве, 24 % — в скотоводстве, 2 % — в промышленности, 10 % — в сфере услуг и 4 % — в рыболовстве. Основная с/х культура — рис, распространены также маниок и батат.